# Wierzejskiella velox
Wierzejskiella velox är en hjuldjursart som först beskrevs av Wiszniewski 1932.  Wierzejskiella velox ingår i släktet Wierzejskiella och familjen Dicranophoridae. Inga underarter finns listade i Catalogue of Life.